# 加藤竜人
加藤 竜人（かとう たつひと、1976年8月11日 - ）は、徳島県吉野川市出身の元プロ野球選手（投手、左投左打）・コーチ。

## 経歴

### プロ入り前
吉野川市立山川中学校(在学時は山川町立山川中学校)から徳島県立徳島商業高等学校へ進み、1993年の夏の甲子園大会に川上憲伸の控え投手で出場。
流通経済大学時代の1997年春には最優秀防御率を獲得。翌春には最高殊勲選手、最優秀投手を獲得。大学では通算20勝を挙げたが4年秋は腰痛のため1試合も登板できず、この年のドラフト会議での指名は見送られた。
大学卒業後、社会人野球のNKKのエースとして活躍し、2000年は都市対抗野球に三菱重工広島の補強選手として先発。同年のドラフト会議で日本ハムファイターズから3位指名を受け入団。

### プロ入り後
日本ハムでは、主に左の中継ぎ・ワンポイント要員して起用された。
2005年、持病の腰痛に加え肘を故障。この年1軍登板のないままシーズン終了後に戦力外通告を受け、トライアウトを受験も獲得に乗り出す球団はなく現役引退。

### 引退後
2006年から3年間、四国アイランドリーグ・愛媛マンダリンパイレーツの投手コーチを務め梶本達哉、西川雅人をNPBに送り出した。
2009年より日本ハムのスカウトに就任。

## 詳細情報

### 年度別投手成績
| 年 度     | 球 団     | 登 板 | 先 発 | 完 投 | 完 封 | 無 四 球 | 勝 利 | 敗 戦 | セ 丨 ブ | ホ 丨 ル ド | 勝 率 | 打 者 | 投 球 回 | 被 安 打 | 被 本 塁 打 | 与 四 球 | 敬 遠 | 与 死 球 | 奪 三 振 | 暴 投 | ボ 丨 ク | 失 点 | 自 責 点 | 防 御 率 | W H I P |
| --------- | --------- | ----- | ----- | ----- | ----- | -------- | ----- | ----- | -------- | ----------- | ----- | ----- | -------- | -------- | ----------- | -------- | ----- | -------- | -------- | ----- | -------- | ----- | -------- | -------- | ------- |
| 2001      | 日本ハム  | 16    | 0     | 0     | 0     | 0        | 0     | 0     | 0        | --          | ----  | 118   | 26.1     | 23       | 4           | 16       | 2     | 0        | 28       | 6     | 3        | 15    | 14       | 4.78     | 1.48    |
| 2002      | 日本ハム  | 33    | 3     | 1     | 0     | 0        | 0     | 4     | 0        | --          | .000  | 170   | 38.2     | 44       | 8           | 12       | 0     | 1        | 29       | 0     | 0        | 23    | 21       | 4.89     | 1.45    |
| 2003      | 日本ハム  | 19    | 0     | 0     | 0     | 0        | 2     | 0     | 0        | --          | 1.000 | 78    | 19.2     | 10       | 1           | 9        | 0     | 1        | 23       | 0     | 0        | 4     | 4        | 1.83     | 0.97    |
| 2004      | 日本ハム  | 23    | 0     | 0     | 0     | 0        | 1     | 1     | 0        | --          | .500  | 138   | 35.0     | 26       | 5           | 10       | 0     | 0        | 26       | 1     | 0        | 17    | 14       | 3.60     | 1.03    |
| 通算：4年 | 通算：4年 | 91    | 3     | 1     | 0     | 0        | 3     | 5     | 0        | --          | .375  | 504   | 119.2    | 103      | 18          | 47       | 2     | 2        | 106      | 7     | 3        | 59    | 53       | 3.99     | 1.25    |

### 記録
- 初登板：2001年7月27日、対西武ライオンズ19回戦（西武ドーム）、3回裏に2番手で救援登板、2回1失点
- 初奪三振：同上、3回裏にアレックス・カブレラから
- 初先発：2002年9月11日、対大阪近鉄バファローズ24回戦（東京ドーム）、3回2/3を5失点（自責点4）で敗戦投手
- 初完投：2002年9月29日、対大阪近鉄バファローズ27回戦（大阪ドーム）、8回2失点で敗戦投手
- 初勝利：2003年9月24日、対福岡ダイエーホークス27回戦（東京ドーム）、8回表に2番手で救援登板、1回無失点

### 背番号
- 12 （2001年 - 2002年）
- 41 （2003年 - 2005年）